# بوليتخنيكا تيميشوارا
بوليتخنيكا تيميشوارا هو نادي كرة يد في رومانيا تأسس في سنة 1947. يلعب في الدوري الروماني لكرة اليد. تبلغ سعة ملعبه 2000 متفرجا. يقع مقره في تيميشوارا. فاز بالدوري في 1956 و1991.